# Drottning Elizabeths nationalpark
Drottning Elizabeths nationalpark är Ugandas mest besökta djurskyddsområde. Området ligger i den västra delen av landet och täcker 2 000 km² runt Kazingakanalen från Georgesjön till Edwardsjön. Nationalparken grundades 1952 och fick namn efter drottning Elizabeth II två år senare.
Parken är känd för sitt djurliv, trots att många djur dödades under kriget mellan Uganda och Tanzania. Många djurarter har återhämtat sig, såsom flodhästar, elefanter, leoparder, lejon och schimpanser. I parken finns 95 olika arter av däggdjur och över 500 arter fåglar.
Nationalparken omfattar bland annat Maramagamboskogen och gränsar till Kigezi viltreservat och Kyambura viltreservat samt Virunga nationalpark i Kongo-Kinshasa. Staden Kasese är belägen vid den nordvästra kanten av nationalparken.